# リオンリオン
リオンリオン（Lion Lion）は、日本の競走馬。主な勝ち鞍は2019年の青葉賞(GII)、セントライト記念(GII)。馬名の由来はフランス語でライオン。

## 経歴

### デビュー前
2016年1月28日に北海道安平町のノーザンファームで誕生。同年のセレクトセール当歳馬市場に上場され、寺田千代乃によって8,400万円(税別)で落札された。育成はノーザンファーム空港牧場の足立稔厩舎で行われた。当時から切れる脚こそ使えないものの、厩舎長から「他の馬の1.5倍は跳んでいた」と評されるほど跳びの大きさが目立っていた。

### 2歳（2018年）
8月19日札幌競馬場の新馬戦（芝1800ｍ）で福永祐一を背にデビュー、2着となる。同条件で行われた未勝利戦でも2着となり、札幌滞在での勝ち上がることができなかった。10月の京都開催の未勝利戦で1着、3戦目にして勝ち上がる。その後、黄菊賞で連勝を狙うが3着となる。

### 3歳（2019年）～5歳（2021年）
水仙賞ではデビュー以来鞍上を務めた福永から横山典弘で参戦し2勝目を狙ったが、3着となり、続く大寒桜賞で2勝目を挙げオープンクラス入りを果たす。放牧を挟み、そして日本ダービーの優先出走権を目指してトライアル競走の青葉賞に挑戦、重賞初出走となった。単勝オッズ10.5倍の5番人気の評価で、1枠2番の好枠からハナを奪って逃げ、そのまま譲らず先頭を守り、重賞初制覇を果たした。そして、第86回東京優駿（日本ダービ―）に挑戦、このレースには横山典弘が騎乗の予定だったが、2019年5月18日の東京競馬場で騎乗停止の処分が下され、当日に騎乗することができなくなり、代役に典弘の息子である横山武史が調教師の松永幹夫によって起用された。なお武史はGI及びダービー初騎乗となった。迎えた本番では、7枠15番の外枠ながら、ハナを奪い1000ｍを57.8秒のハイペースで果敢に逃げたが、途中で力尽き15着敗退となった。その後は休養に入った。
秋初戦のセントライト記念では混戦模様の中、単勝5.3倍ながら1番人気に推された。ゲートが開くとハナには拘らず、3番手追走から直線で力強く抜け出し、2着サトノルークスに2馬身差をつけて重賞2勝目を挙げた。しかし、菊花賞に向けての調整中に左前脚を気にする様子を見せ、左前脚浅屈腱炎を発症、出走回避。同年10月13日からノーザンファームしがらきに放牧され、松永幹夫は「今後に関しては白紙です。残念ですが、仕方ありません」と話した。
その後、2021年3月上旬に栗東トレセンに帰厩。復帰へ向け調教を続けていたが、結局復帰することなく同年4月17日付けで競走馬登録を抹消した。
2022年より優駿スタリオンステーションで種牡馬入りする。

## 競走成績
以下の内容は、netkeiba.comの情報に基づく
| 競走日     | 競馬場 | 競走名           | 格      | 距離（馬場）  | 頭 数 | 枠 番 | 馬 番 | オッズ （人気） | 着順 | タイム （上がり3F） | 着差 | 騎手      | 斤量 [kg] | 1着馬（2着馬）         | 馬体重 [kg] |
| ---------- | ------ | ---------------- | ------- | ------------- | ----- | ----- | ----- | --------------- | ---- | ------------------- | ---- | --------- | --------- | ---------------------- | ----------- |
| 2018.08.19 | 札幌   | 2歳新馬          |         | 芝1800m（稍） | 14    | 5     | 8     | 004.50（2人）   | 02着 | R1:52.2（34.9）     | -0.2 | 0福永祐一 | 54        | カウディーリョ         | 486         |
| 0000.08.26 | 札幌   | 2歳未勝利        |         | 芝1800m（稍） | 5     | 1     | 1     | 001.50（1人）   | 02着 | R1:53.5（35.9）     | -0.1 | 0福永祐一 | 54        | アドマイヤリーブラ     | 484         |
| 0000.10.21 | 京都   | 2歳未勝利        |         | 芝1800m（良） | 9     | 6     | 6     | 002.80（2人）   | 01着 | R1:48.0（35.7）     | -0.1 | 0福永祐一 | 55        | （サトノバリオス）     | 484         |
| 0000.11.11 | 京都   | 黄菊賞           | 500万下 | 芝2000m（良） | 7     | 5     | 5     | 003.90（1人）   | 03着 | R2:03.1（35.1）     | -0.5 | 0福永祐一 | 55        | コスモカレンドゥラ     | 474         |
| 2019.01.19 | 京都   | 若駒S            | L       | 芝2000m（良） | 8     | 2     | 2     | 020.90（5人）   | 05着 | R2:01.6（34.9）     | -0.9 | 0福永祐一 | 56        | ヴェロックス           | 486         |
| 0000.02.23 | 中山   | 水仙賞           | 500万下 | 芝2200m（良） | 11    | 8     | 10    | 008.20（5人）   | 03着 | R2:12.7（36.7）     | -0.2 | 0横山典弘 | 56        | アドマイヤスコール     | 476         |
| 0000.03.24 | 中京   | 大寒桜賞         | 500万下 | 芝2200m（良） | 10    | 6     | 6     | 007.60（4人）   | 01着 | R2:15.3（34.2）     | -0.2 | 0横山典弘 | 56        | （ルヴォルグ）         | 476         |
| 0000.04.27 | 東京   | 青葉賞           | GII     | 芝2400m（稍） | 16    | 1     | 2     | 010.50（5人）   | 01着 | R2:25.0（36.3）     | -0.0 | 0横山典弘 | 56        | （ランフォザローゼス） | 480         |
| 0000.05.26 | 東京   | 東京優駿         | GI      | 芝2400m（良） | 18    | 7     | 15    | 053.20（6人）   | 15着 | R2:25.0（38.3）     | -2.4 | 0横山武史 | 57        | ロジャーバローズ       | 474         |
| 0000.09.16 | 中山   | セントライト記念 | GII     | 芝2200m（重） | 18    | 4     | 8     | 005.30（1人）   | 01着 | R2:11.5（35.6）     | -0.3 | 0横山典弘 | 56        | （サトノルークス）     | 486         |

## 血統表
| リオンリオンの血統          | リオンリオンの血統                           | リオンリオンの血統                           | （血統表の出典）                             | （血統表の出典）  |
| 父系                        | キングマンボ系                               | キングマンボ系                               | キングマンボ系                               | [ § 2 ]           |
| 父 ルーラーシップ 2007 鹿毛 | 父の父キングカメハメハ 2001 鹿毛             | Kingmambo                                    | Mr. Prospector                               | Mr. Prospector    |
| 父 ルーラーシップ 2007 鹿毛 | 父の父キングカメハメハ 2001 鹿毛             | Kingmambo                                    | Miesque                                      |                   |
| 父 ルーラーシップ 2007 鹿毛 | 父の父キングカメハメハ 2001 鹿毛             | *マンファス                                  | *ラストタイクーン                            | *ラストタイクーン |
| 父 ルーラーシップ 2007 鹿毛 | 父の父キングカメハメハ 2001 鹿毛             | *マンファス                                  | Pilot Bird                                   |                   |
| 父 ルーラーシップ 2007 鹿毛 | 父の母エアグルーヴ 1993 鹿毛                 | *トニービン                                  | *カンパラ                                    | *カンパラ         |
| 父 ルーラーシップ 2007 鹿毛 | 父の母エアグルーヴ 1993 鹿毛                 | *トニービン                                  | Severn Bridge                                |                   |
| 父 ルーラーシップ 2007 鹿毛 | 父の母エアグルーヴ 1993 鹿毛                 | ダイナカール                                 | *ノーザンテースト                            | *ノーザンテースト |
| 父 ルーラーシップ 2007 鹿毛 | 父の母エアグルーヴ 1993 鹿毛                 | ダイナカール                                 | シャダイフェザー                             |                   |
| 母 アゲヒバリ 2004 芦毛     | 母の父*クロフネ 1998 芦毛                    | *フレンチデピュティ                          | Deputy Minister                              | Deputy Minister   |
| 母 アゲヒバリ 2004 芦毛     | 母の父*クロフネ 1998 芦毛                    | *フレンチデピュティ                          | Mitterand                                    |                   |
| 母 アゲヒバリ 2004 芦毛     | 母の父*クロフネ 1998 芦毛                    | *ブルーアヴェニュー                          | Classic Go Go                                | Classic Go Go     |
| 母 アゲヒバリ 2004 芦毛     | 母の父*クロフネ 1998 芦毛                    | *ブルーアヴェニュー                          | Elize Blue                                   |                   |
| 母 アゲヒバリ 2004 芦毛     | 母の母トゥザヴィクトリー 1996 鹿毛           | *サンデーサイレンス                          | Halo                                         | Halo              |
| 母 アゲヒバリ 2004 芦毛     | 母の母トゥザヴィクトリー 1996 鹿毛           | *サンデーサイレンス                          | Wishing Well                                 |                   |
| 母 アゲヒバリ 2004 芦毛     | 母の母トゥザヴィクトリー 1996 鹿毛           | *フェアリードール                            | Nureyev                                      | Nureyev           |
| 母 アゲヒバリ 2004 芦毛     | 母の母トゥザヴィクトリー 1996 鹿毛           | *フェアリードール                            | Dream Deal                                   |                   |
| 母系(F-No.)                 | (FN:9-f)                                     | (FN:9-f)                                     | (FN:9-f)                                     | [ § 3 ]           |
| 5代内の近親交配             | Nureyev 5×4=9.38%、Northern Dancer 5×5=6.25% | Nureyev 5×4=9.38%、Northern Dancer 5×5=6.25% | Nureyev 5×4=9.38%、Northern Dancer 5×5=6.25% | [ § 4 ]           |
| 出典                        | 1. 2. 3. 4.                                  | 1. 2. 3. 4.                                  | 1. 2. 3. 4.                                  | 1. 2. 3. 4.       |

- 半兄に七夕賞・阪神ジャンプステークスと平地・障害双方で重賞勝ちを収めたメドウラーク。
- 祖母トゥザヴィクトリーはエリザベス女王杯優勝・ドバイワールドカップ2着などの実績を残した名牝。繁殖牝馬としても優秀で、母のきょうだいにはトゥザグローリー（重賞5勝）・トゥザワールド（弥生賞・GI競走2着3回）・トーセンビクトリー（中山牝馬ステークス）がいる。
  - トゥザヴィクトリーの全妹にビーポジティブ（クイーン賞）、全弟にサイレントディール（芝・ダートで重賞3勝）。
  - 同じくトゥザヴィクトリーの全妹ビスクドールの仔にオウケンビリーヴ（クラスターカップ）、孫にプロフェット（京成杯）・クラージュゲリエ（京都2歳ステークス）。
  - トゥザヴィクトリーの半妹ベネンシアドールの仔にデニムアンドルビー（GII2勝・GI2着2回）、キタノコマンドール(すみれステークス)。
- 3代母の半妹にClear Mandate（1996年シュヴィーハンデキャップ、1997年ジョン A.モリスハンデキャップ・スピンスターステークス）[22]。。
  - 同馬の子孫にStrong Mandate（2013年ホープフルステークス）、Romantic Vision[23]。2017年スピンスターステークス）がいる。
- 4代母Dream Dealは1989年モンマスオークス（英語版）の勝ち馬[24]。半兄に1985年ベルモントステークス・1986年及び1987年のジョッキークラブゴールドカップステークス連覇などG1競走7勝を挙げたCreme Fraiche[25]がいる。